# 冼翠貞
冼翠貞（英語：Sin Chui Ching），現於無綫電視任職編劇、編審。

## 簡歷
冼翠貞畢業於香港浸會學院，1989年參與編劇訓練班而成為無綫電視編劇之一，1993年曾離開和投身雜誌《車主》出任副編輯，後任職於廣告公司。於1年多後重返無綫電視，以筆名鍾澄參與《西遊記》、《狀王宋世傑》 、《大鬧廣昌隆》等劇集的劇本。另外冼翠貞亦參與過不少的經典電視連續劇集，包括處境劇《卡拉屋企》、《同居三人組》，連續劇《金枝慾孽》、《火舞黃沙》及《金石良緣》等。
2007年，冼翠貞獲領榮譽傑出員工獎，2011年7月獲得晉升為編審，與同為編審的邵麗瓊創作處境劇《愛·回家 (第一輯)》的劇本。2018年擔任編審的劇集《跳躍生命線》曾在《萬千星輝頒獎典禮2018》中奪得「最佳劇集」獎。

## 編審／編劇列表

### 電視劇（無綫電視）
- 1990年：《同居三人組》編劇
- 1991年：《我愛玫瑰園》編劇、《卡拉屋企》編劇、《怒海孤鴻》編劇
- 1993年：《少年五虎》編劇、《龍兄鼠弟》編劇
- 1994年：《第三類法庭》編劇
- 1996年：《西遊記》編劇
- 1997年：《狀王宋世傑》編劇、《大鬧廣昌隆》編劇
- 1998年：《西遊記 (貳)》編劇
- 1999年：《布袋和尚》編劇、《全院滿座》編劇
- 2000年：《金裝四大才子》編劇、《楊貴妃》編劇
- 2001年：《錦繡良緣》編劇、《封神榜》編劇、《七姊妹》編劇
- 2002年：《七號差館》編劇、《洗冤錄II》編劇、《洛神》編劇、《絕世好爸》編劇
- 2003年：《西關大少》編劇
- 2004年：《血薦軒轅》編劇、《金枝慾孽》編劇
- 2005年：《開心賓館》編劇、《心花放》編劇
- 2006年：《火舞黃沙》編劇
- 2007年：《爸爸閉翳》編劇
- 2008年：《法證先鋒II》編劇、《Click入黃金屋》編劇、《金石良緣》編劇
- 2009年：《宮心計》編劇
- 2010年：《談情說案》編劇、《公主嫁到》編劇
- 2011年：《誰家灶頭無煙火》編審（邵麗瓊合編）
- 2012年：《盛世仁傑》編劇
- 2012-14年：《愛·回家 (第一輯)》編審+編劇（邵麗瓊、葉廣蔭、馬俊縈、蕭朗合編）
- 2015年：《刀下留人》編審+編劇、《愛·回家 (第二輯)》編審+編劇（蕭朗、湯健萍、盧美雲、徐達初合編）、《張保仔》編審（羅宗耀合編）
- 2016年：《火線下的江湖大佬》編劇、《愛·回家之八時入席》編審+編劇（邵麗瓊、蔡淑賢、馬俊縈、袁寶慧合編）
- 2018年：《跳躍生命線》編審
- 2020年：《法證先鋒IV》編審（梁敏華、阮美鳳合編）
- 2021年：《失憶24小時》編審（翁善瑩、曾保華合編）、《拳王》編審
- 2022年：《食腦喪Ｂ》編審（關頌玲合編）、《母親的》編審+編劇、《有種好男人》編審（馮日進合編）
- 2023年：《黃金萬両》編審

## 外部連結
- 冼翠貞的新浪微博